# Baldi's Basics in Education and Learning
Baldi's Basics in Education and Learning (cunoscut și sub numele de Baldi's Basics, ) este un joc de groază independent dezvoltat de Micah McGonigal (cunoscut pe internet ca ''mystman12''), Amplasat într-o școală, jucătorul trebuie să găsească șapte caiete, fiecare constând probleme de matematică, fără să fi prins de Baldi, evitând în același timp diverse obstacole. Jocul a fost inspirat de jocuri educaționale din anii 90.

## Povestea
Un prieten al protagonistului și-a uitat cele șapte caiete din școala lui Baldi, dar nu le poate lua el însuși pentru că va întârzia la „practica de mâncare”, așa că îi cere protagonistului să le ia. Odată ce jucătorul sosește, Baldi îl salută pe jucător, la descoperirea primului caiet de către jucător, el îl întreabă pe jucător cu probleme simple de matematică, oferind șansa de a obține „ceva special” dacă răspund corect la toate. Odată ce toate problemele au fost răspunse corect, Baldi oferă protagonistului 25 de cenți. El continuă să chestioneze jucătorul de fiecare dată când găsește un caiet (trei pe carte). Baldi este predispus să se enerveze atunci când jucătorul greșește la o întrebare, iar după ce jucătorul răspunde incorect la întrebarea lui imposibilă, va începe să urmărească. Protagonistul trebuie să continue să caute toate caiete evitând întotdeauna alți elevi și diverse obstacole. Fiecare caiet are acum a treia întrebare imposibil de rezolvat, cu cât răspunzi incorect, Baldi devine tot mai nervos și începe meargă mai repede. După ce a strâns cele șapte caiete, Baldi îl felicită pe jucător înainte de a fi întrerupt de un personaj pe nume Null, care strigă la jucător să iasă cât mai poate. Baldi continuă să urmărească jucătorul până când acesta găsește adevărata ieșire și în cele din urmă evadează.  Dacă jucătorul greșește toate problemele de matematică, va fi declanșat un final secret în care se va întâlni cu Null de mai devreme, care afirmă că jocul este corupt și trebuie distrus.

## Gameplay
Există două moduri disponibile, Modul Poveste și Modul Nesfârșit. În modul Poveste, jucătorul trebuie să găsească șapte caiete împrăștiate în jurul unei școli fără să fi prins de Baldi. Primul caiet va fi trei probleme simple de aritmetică. Cu toate acestea, fiecare caiet în al doilea rând conține de obicei două probleme aritmetice simple, cum ar fi cele din primul caiet, dar a treia este imposibil de rezolvat. Pe măsură ce jucătorul continuă să eșueze problemele imposibile, Baldi se mișcă mai repede și devine mai greu de evitat. În plus, jucătorul trebuie să se confrunte și cu alți personaje, cum ar fi It's a Bully, Principal of the Thing, Playtime, Gotta Sweep, 1st Prize și Arts and Crafters. Modul fără sfârșit este similar ca modul Poveste, cu excepția obiectivului de a colecta cât mai multe caiete.
În expansiunea Baldi's Basics Plus, a fost adăugat mai mult conținut, inclusiv personaje precum Cloudy Copter, Chalkles, Beans, Mrs. Pomp, The Test și Dr. Reflex.